# Großsteingrab Secklendorf
Das Großsteingrab Secklendorf war eine megalithische Grabanlage der jungsteinzeitlichen Trichterbecherkultur bei Secklendorf, einem Ortsteil von Altenmedingen im Landkreis Uelzen (Niedersachsen). Es wurde im 19. Jahrhundert zerstört. Das Grab befand sich nördlich des Ortes, etwa auf halber Strecke nach Altenmedingen östlich des Weges; unmittelbar nördlich lag ein Grabhügel. Das Großsteingrab wurde in den 1840er Jahren durch Georg Otto Carl von Estorff dokumentiert, war aber bereits damals zerstört und konnte deshalb nicht näher beschrieben werden. Über Ausrichtung, Maße und Grabtyp liegen keine Informationen vor. Aus der Kartensignatur geht lediglich hervor, dass es ein rechteckiges Hünenbett besessen hatte.